# Каневський Владислав Володимирович
Владислав Володимирович Каневський (нар. 2 січня 1973, Вінниця, Українська РСР, СРСР) — український дипломат. Надзвичайний і Повноважний Посол України в Азербайджані (2019—2024).

## Біографія
Народився 2 січня 1973 року у місті Вінниця. У 1996 році закінчив Київський державний університет ім. Тараса Шевченка. Дипломатичну академію України при Міністерстві закордонних справ України (2003). Володіє іноземними мовами: польська, англійська, російська.
У 1996—1998 — спеціаліст другої категорії відділу з питань громадянства, міграції, спадків та зв'язків зі співвітчизниками за кордоном Консульського управління МЗС України.
У 1998—2002 — третій, другий секретар Посольства України в Республіці Польща.
У 2003—2004 — другий секретар Секретаріату з забезпечення головування України в Раді глав держав СНД Першого територіального управління; другий, перший секретар, керівник секретаріату Першого заступника Міністра закордонних справ України у зв'язках з Верховною Радою України.
У 2004—2008 — консул Генерального консульства України в Кракові.
У 2008—2011 — радник, в.о. начальника відділу ведення та адміністрування Державного реєстру виборців Департаменту консульської служби, начальник відділу аналізу та планування Департаменту консульської служби.
У 2011—2012 — Генеральний консул України в Любліні.
У 2012—2014 — радник-посланник Посольства України в Республіці Польща.
У 2014 році — Тимчасовий Повірений у справах України в Республіці Польща.
У 2018 році — Директор Департаменту стратегічних комунікацій МЗС України.
З 27 лютого 2019 по 22 лютого 2024 року — Надзвичайний і Повноважний Посол України в Азербайджані. Вірчі грамоти Президенту Азербайджану Ільхаму Алієву Владислав Каневський вручив 17 травня 2019 року.

## Дипломатичний ранг
- Надзвичайний і Повноважний посланник другого класу[5].

## Нагороди та відзнаки
- Нагрудний знак «Відзнака МЗС України»
- Почесна грамота МЗС України
- Подяка МЗС України
- Подяка ЦВК України.